# Gangnam for Freedom
Gangnam for Freedom (dt. „Gangnam für die Freiheit“) ist ein Video auf dem Videoportal YouTube. Es wurde von dem britischen Bildhauer Anish Kapoor produziert. Im Video tanzt Kapoor aus Solidarität mit dem chinesischen Konzeptkünstler Ai Weiwei den Gangnam Style.

## Entstehungsgeschichte
Am 24. Oktober 2012 veröffentlichte der chinesische Künstler Ai Weiwei aus Protest gegen die Zensur im Internet eine Parodie des Musikvideos Gangnam Style. Am darauf folgenden Tag löschte die chinesische Zensurbehörde den Clip. Aus Solidarität mit Ai Weiwei kündigte Anish Kapoor an, seine eigene Version des Nummer-eins-Hits Gangnam Style zu drehen. Ziel des Videos war es, gegen staatliche Willkür und für die Meinungsfreiheit zu kämpfen.

“Our film aims to make a serious point about freedom of speech and freedom of expression.”

## Produktion
Gedreht wurde in Anish Kapoors Atelier in Camberwell, einem Stadtteil des Bezirks Southwark in Süd-London. Nachfolgend eine Liste von Museen, die bei den Dreharbeiten beteiligt waren:
- Museum of Modern Art[5]
- Solomon R. Guggenheim Museum[6]
- New Museum of Contemporary Art[7]
- Museum of Contemporary Art San Diego[8]
- Philadelphia Museum of Art[9]
- Hirshhorn Museum and Sculpture Garden[10]
- Brooklyn Museum[11]
- Serpentine Gallery[12]
- Los Angeles County Museum of Art[13]
- Tate Gallery[14]

Der Film wurde im britischen Sender BBC Two am 22. November 2012 erstmals ausgestrahlt. Viele internationale Menschenrechtsorganisationen, nicht zuletzt Amnesty International, hatten sich schon für eine Teilnahme am Gangnam for Freedom ausgesprochen. Insgesamt waren 400 Tänzer, Künstler und Menschenrechtsaktivisten an den Dreharbeiten beteiligt. Das Video wurde am 21. November 2012 offiziell auf die Internetplattform YouTube hochgeladen.

## Inhalt
Im Video werden Szenen von Gangnam Style parodiert. Außerdem enthält es ein Bild, das Anish Kapoor in Handschellen zeigt. In der letzten Szene ist eine Liste der Namen inhaftierter Menschenrechtsaktivisten zu sehen.

## Reaktionen
Insbesondere in Großbritannien gab es ein großes Medienecho. So berichteten über das Video unter anderem der Evening Standard, The Guardian, The Daily Telegraph, und die BBC. Auch die US-amerikanische Tageszeitung Los Angeles Times berichtete über das Video, ebenso wie die französische Tageszeitung Libération, der polnische Nachrichtensender TVN24, die vom US-Kongress gegründete, nicht-kommerzielle Rundfunkgesellschaft Radio Free Asia, und die russischsprachige Seite des französischen Auslandsrundfunks Radio France Internationale.
Die chinesischsprachige Version des Wall Street Journal berichtet, dass Anish Kapoors Gangnam for Freedom im Vergleich zu Ai Weiweis Parodie viel ernsthafter wirke. Kate Allen, Direktor von Amnesty International UK, nannte das Video „ein wundervolle Ehrerbietung an Ai Weiwei“. Laut der Journalistin Roslyn Sulcas in der New York Times wurde das Video kurz nach der Veröffentlichung bereits 60.000 Mal angeklickt.